# O.R. Tambo International Airport
O.R. Tambo International Airport eller Johannesburg International Airport er en lufthavn uden for Johannesburg, Sydafrika.
Lufthavnen er den største i landet Den hed oprindeligt Jan Smuts International Airport, opkaldt efter Sydafrikas forhenværende statsleder Jan Smuts.
Lufthavnen skiftede derefter navn til Johannesburg International Airport, og senere til til nuværende navn, O.R. Tambo International Airport. 
Lufthavnen er opkaldet efter Oliver Reginald Tambo som var politiker, og medlem af ANC. O.R. Tambo betjener ca. 21,2 mio. passagerer om året, og er dermed den travleste lufthavn i Afrika.